# Toyo Ito
För andra betydelser, se Ito (olika betydelser).

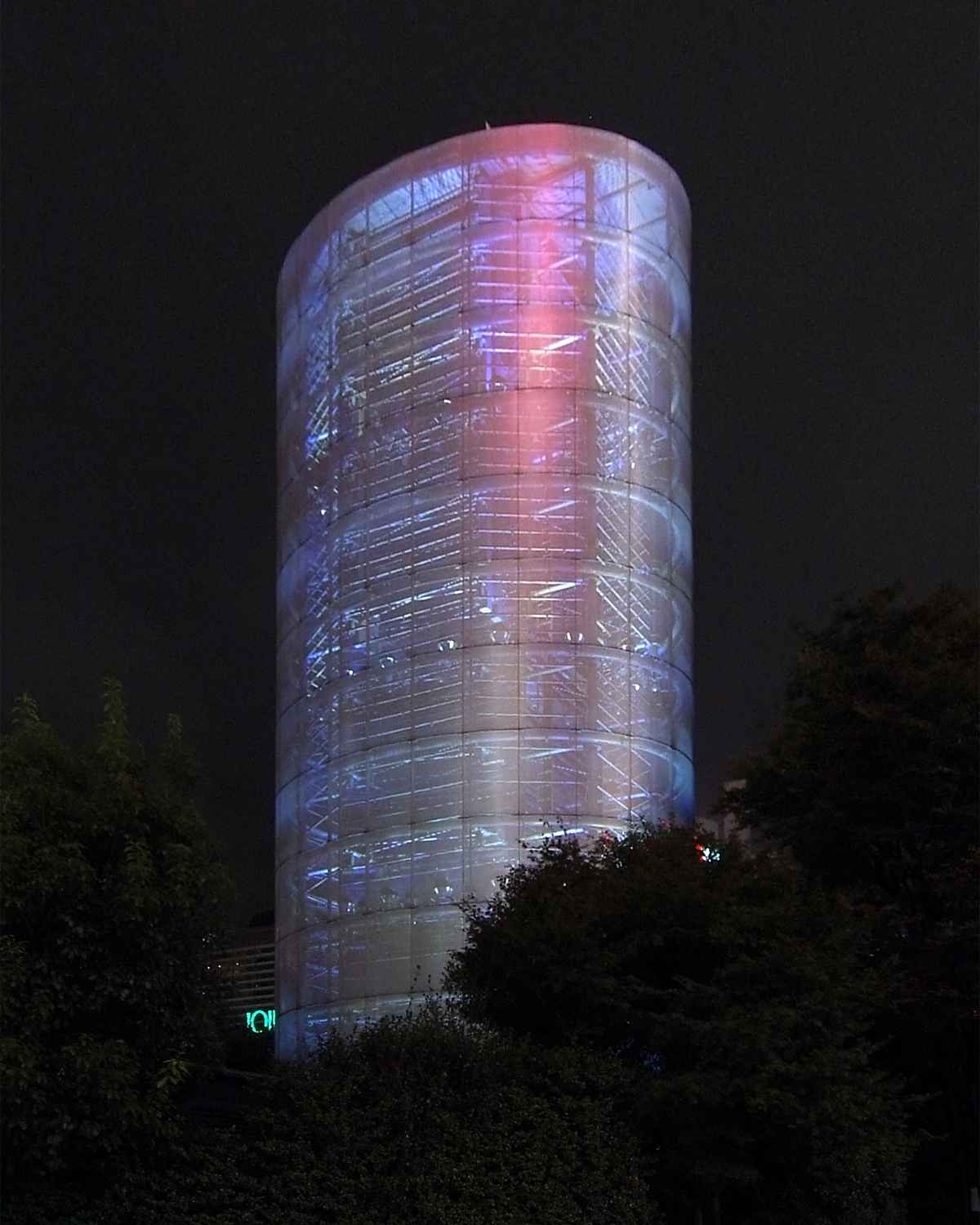
Vindarnas torn i Yokohama.

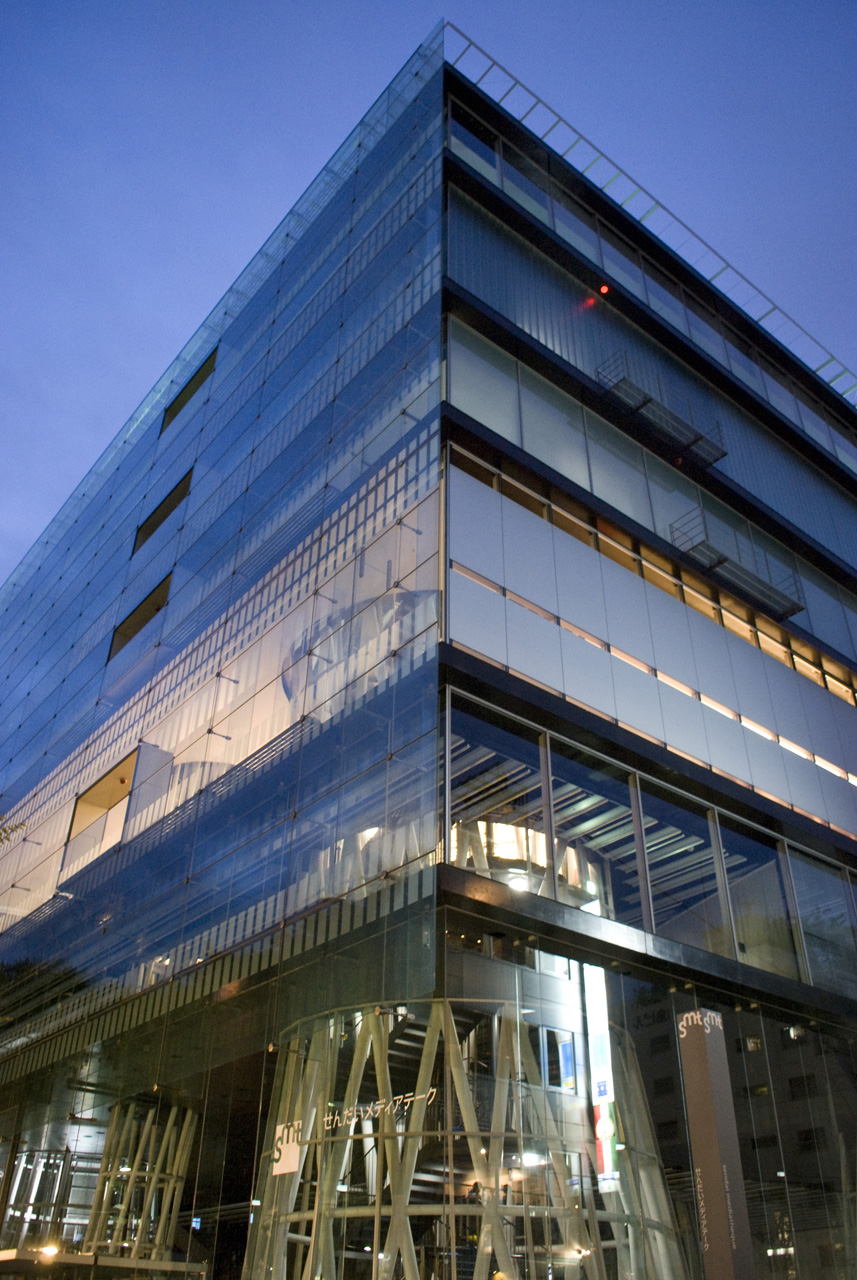
Sendai Mediatheque.

Toyo Ito (japanska: 伊東 豊雄?, Itō Toyō), född 1 juni 1941 i Seoul, Sydkorea (i dåvarande japanska Korea), är en japansk arkitekt. 
Toyo Ito utbildade sig i arkitektur vid Tokyo universitet, där han tog examen 1965. Efter att en tid ha arbetat för Kiyonori Kikutake Architect and Associates grundade han 1971 det egna arkitektkontoret Urban Robot (urbot) i Tokyo, som senare bytte namn till Toyo Ito & Associates, Architects.
Toyo Ito är känd för konceptbyggnader, i vilka han försöker smälta samman fysiska och virtuella världar. Exempel på detta är bostadshuset Vitt U för hans syster 1976 och det egna bostadshuset Silverkoja 1984. 
Han belönades år 2013 med Pritzkerpriset.
| ”                                                                       | Om man ser på 1900-talets funktionalism, där funktioner var klart åtskiljda, så fanns det då ett strikt arbetssätt i att ordna funktionerna var för sig. Nu, i 2000-talet, är vi mer i en situation där att leva och att arbeta, att leka och att arbeta, är sammanblandat. Man leker medan man arbetar, man lever sitt liv i sitt arbete. På så sätt, i detta förvirrade tillstånd i nutiden, känner jag att jag vill ta in sammanblandningen i min arkitektur. Intervjuaren: Detta skapar ett förhållande av överlappande funktioner. Det kan också skapa stress, konflikter och förvirring, eller hur? Ito: Nå, jag tror det finns de som känner så, men personligen är jag mycket intresserad av det som jag kallar ett löst förhållningssätt, och jag har fått mer förtroende för detta koncept efter hand alltsedan Sendai Mediatheque. Traditionella bibliotek har slutna rum där man ska genomföra sin läsning eller sin forskning. Med Mediatheque ville vi bryta upp detta. I stället för att erbjuda avskilda rum erbjuder vi platser, som den enskilda individen själv kan välja. Vi ville också att olika grupper skulle dela ett utrymme. Till exempel kan äldre människor vara i samma utrymme som ungdomar, och på sätt kan de äldre se de ungas mode och bli mer modemedvetna... Detta sätt, att erbjuda platser snarare än slutna rum, har blivit mer betydelsefullt för mig. | „ |
| – Toyo Ito i en intervju med Colin B. Liddell i Architecture Week" 2007 | |   |

## Verk av Toyo Ito i urval
- Vindarnas torn i Yokohama, 1986
- Vindarnas ägg i Yokohama, 1991
- Yatsushiros kommunmuseum, 1991
- Barndaghem 117 KiTa Eckenheimer Erdhügel i Eckenheim i Frankfurt am Main i Tyskland, 1994
- Sendai Mediatheque, 2001
- Serpentine Gallery i Hyde Park i London, 2002
- TOD’s Omotesandō Building, Tokyo, 2004
- VivoCity, Singapore, 2006
- Biblioteket på Tama Art University, Tokyo, 2006
- Hotel Porta Fira, Barcelona, 2009

## Fotogalleri

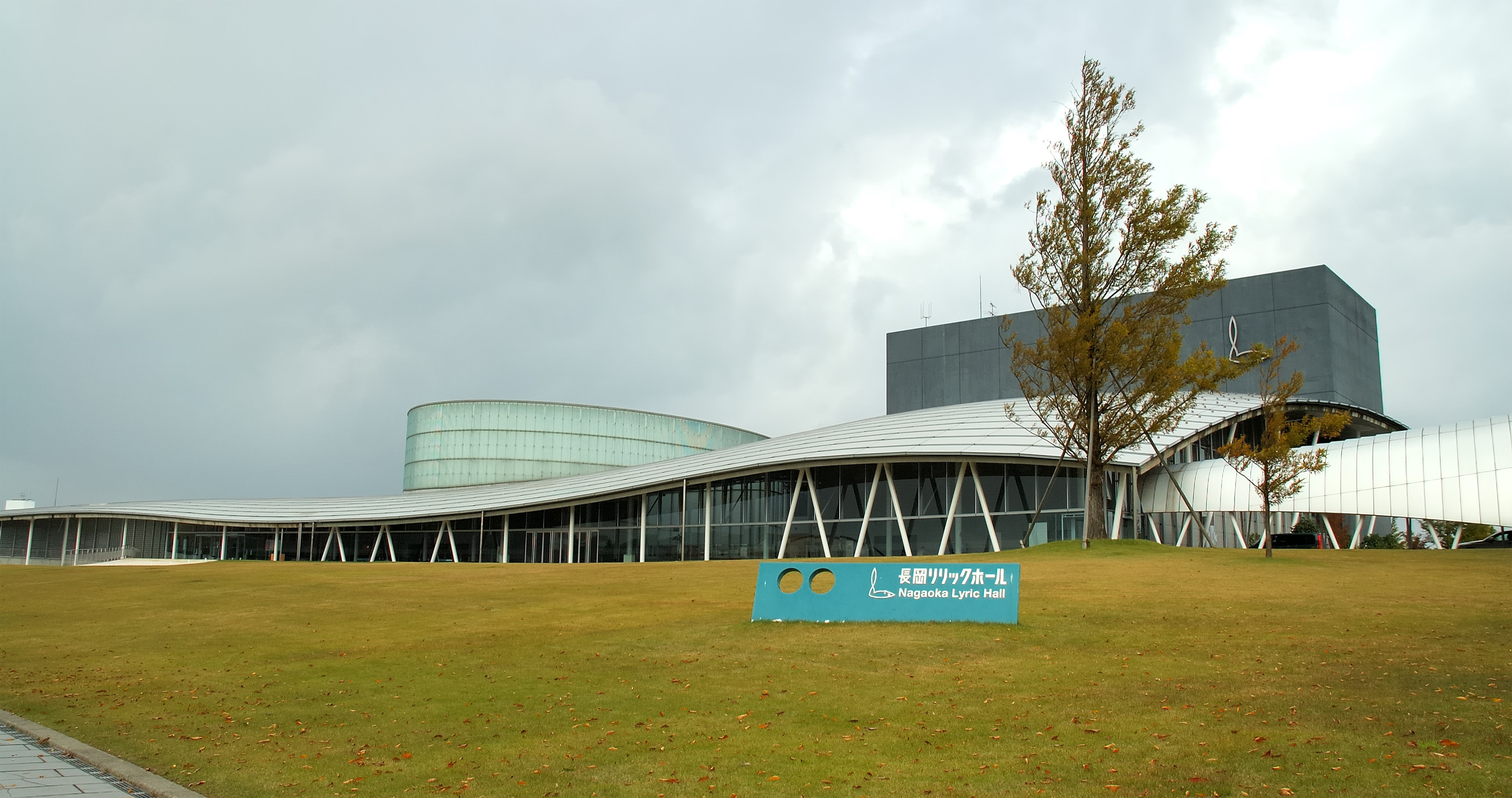
Nagaoka Lyric Hall (1994)
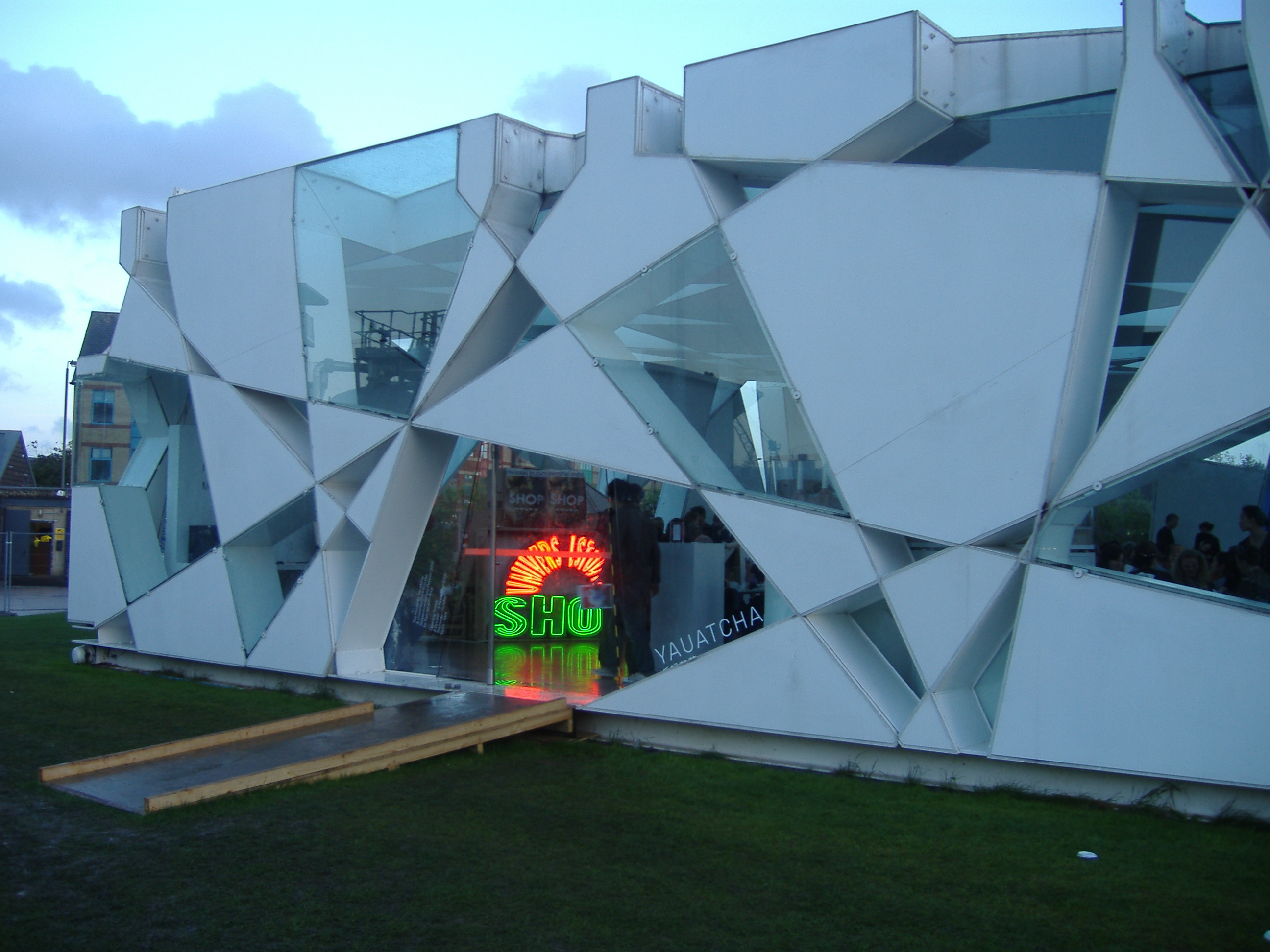
Serpentine Gallery, London, (2002)
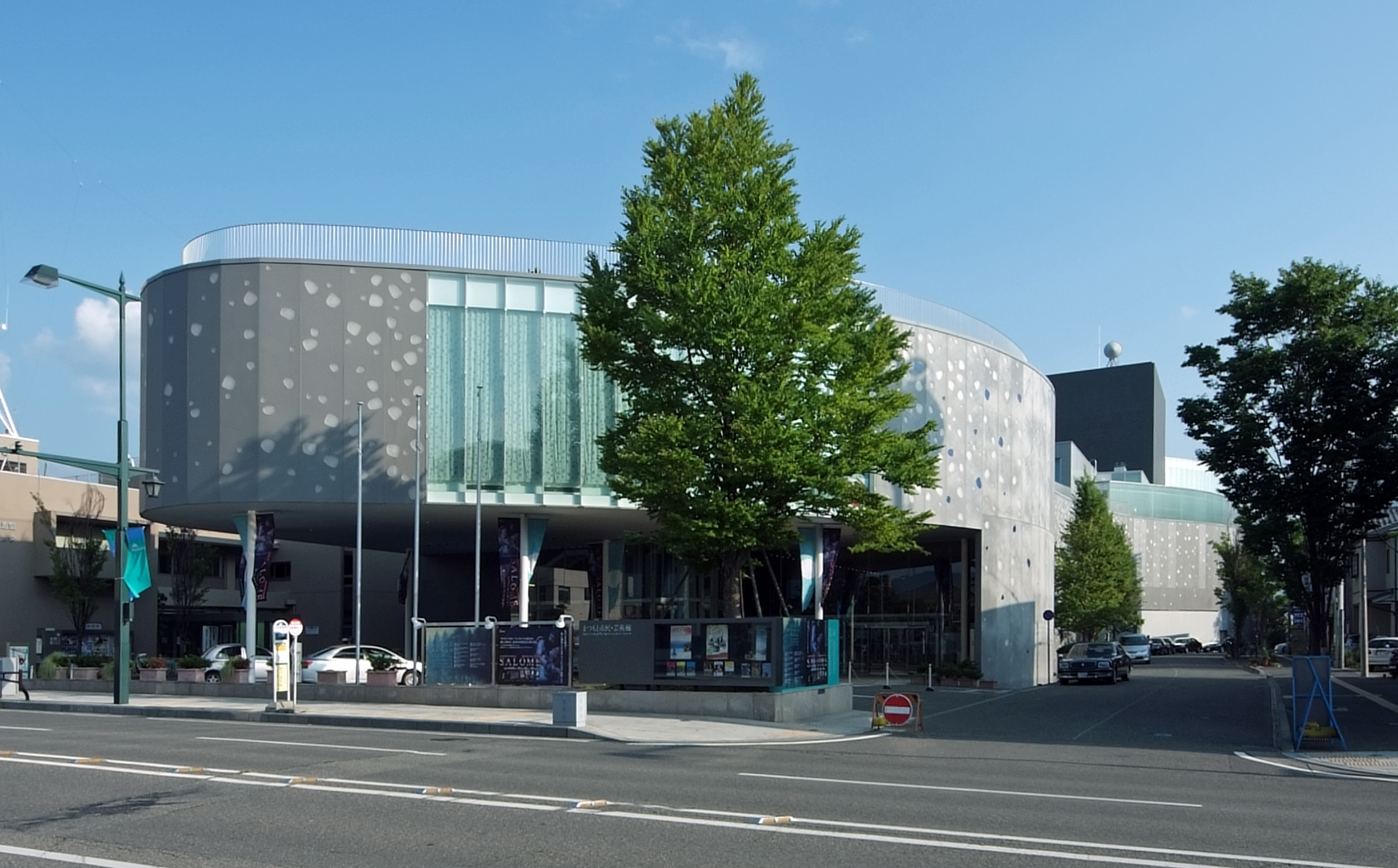
Matsumoto Performing Arts Centre (2004)
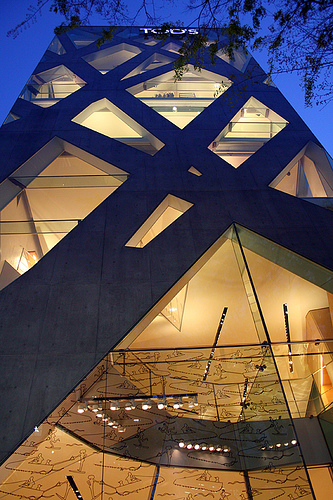
TOD's Omotesando Building, Tokyo (2004)
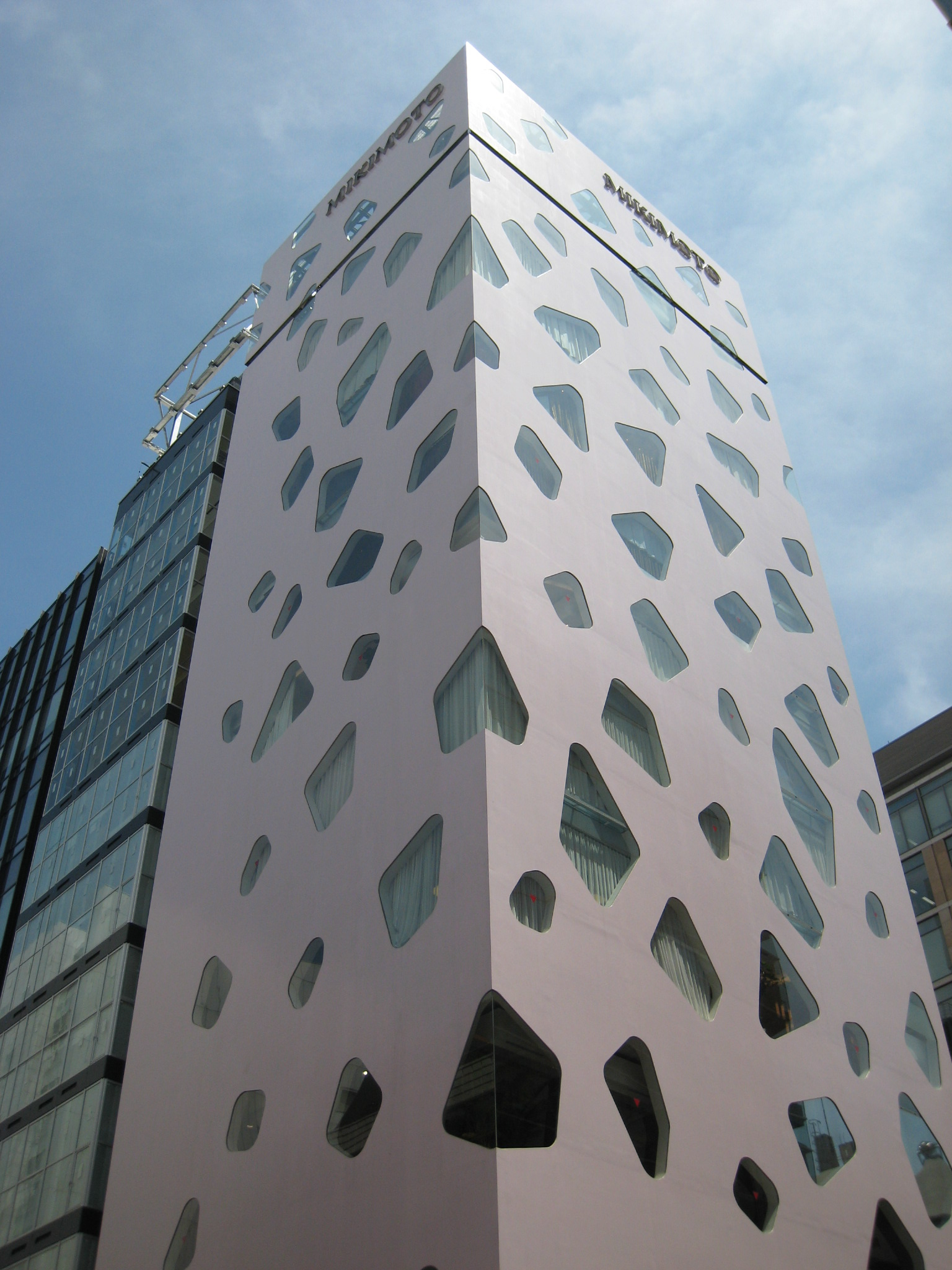
Mikimoto Ginza 2, Tokyo (2005)
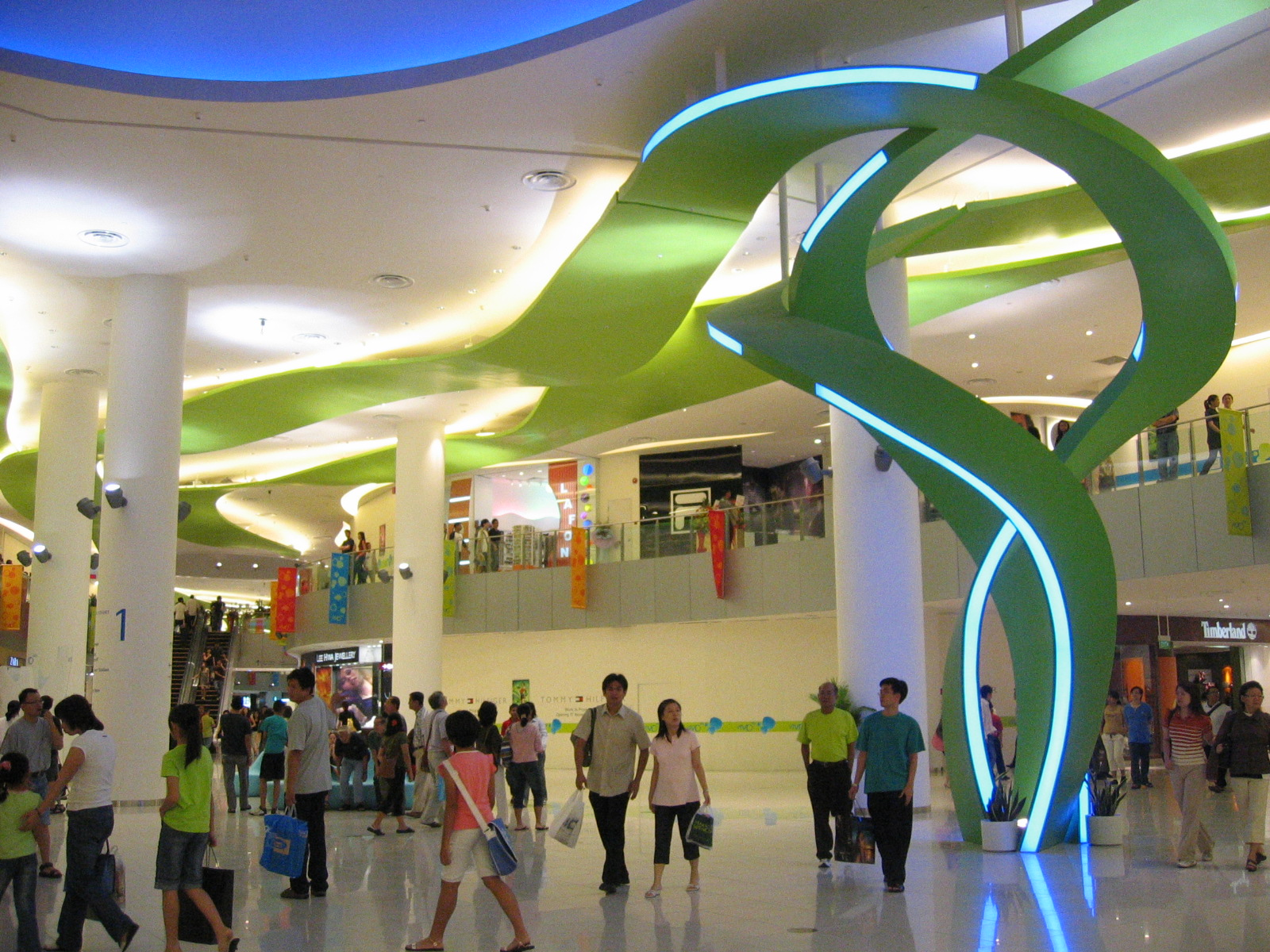
VivoCity, Singapore (2006)
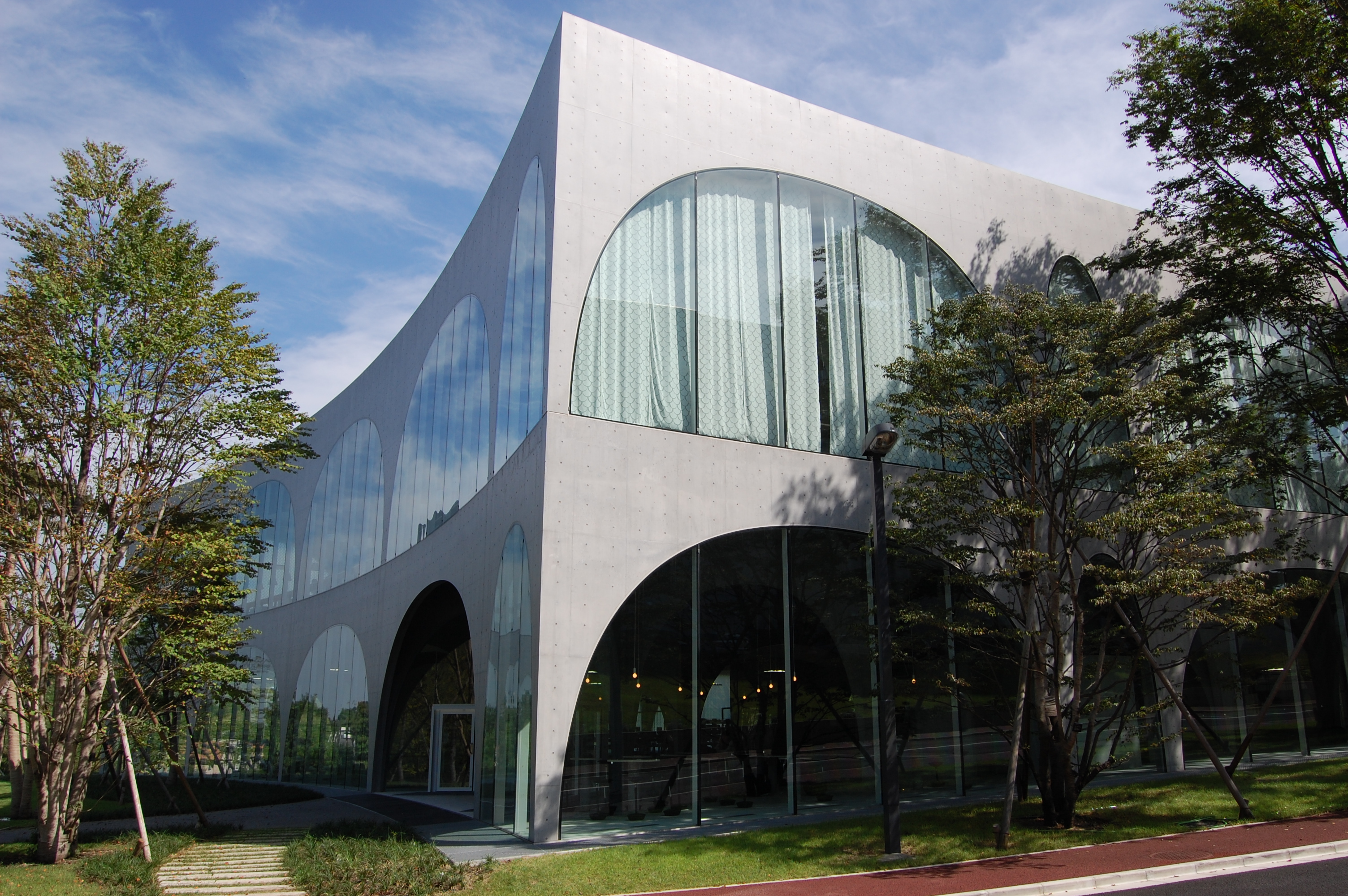
Biblioteket på Tama Art University, Tokyo (2007)
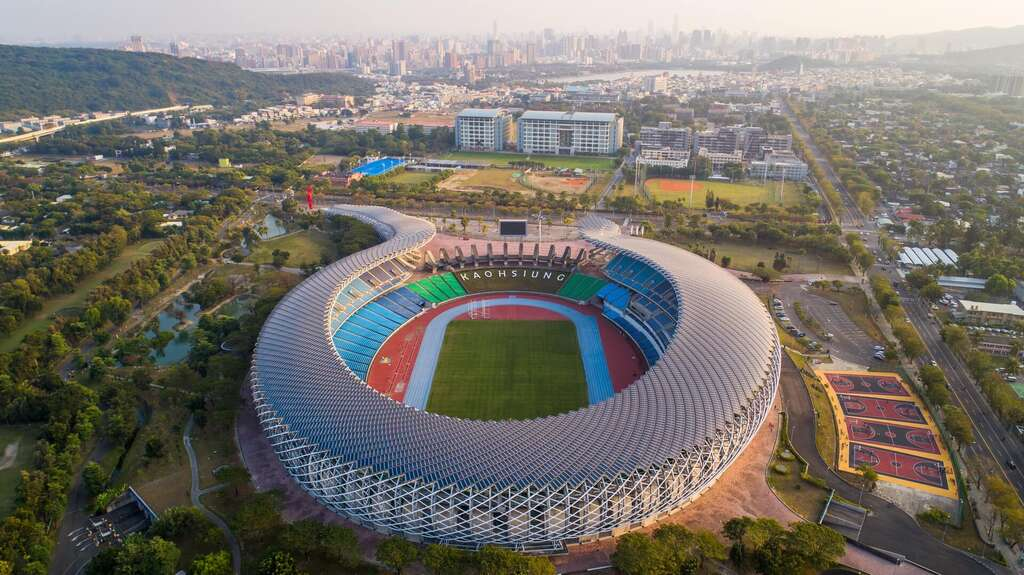
Kaohsiung National Stadium, Taiwan (2008)
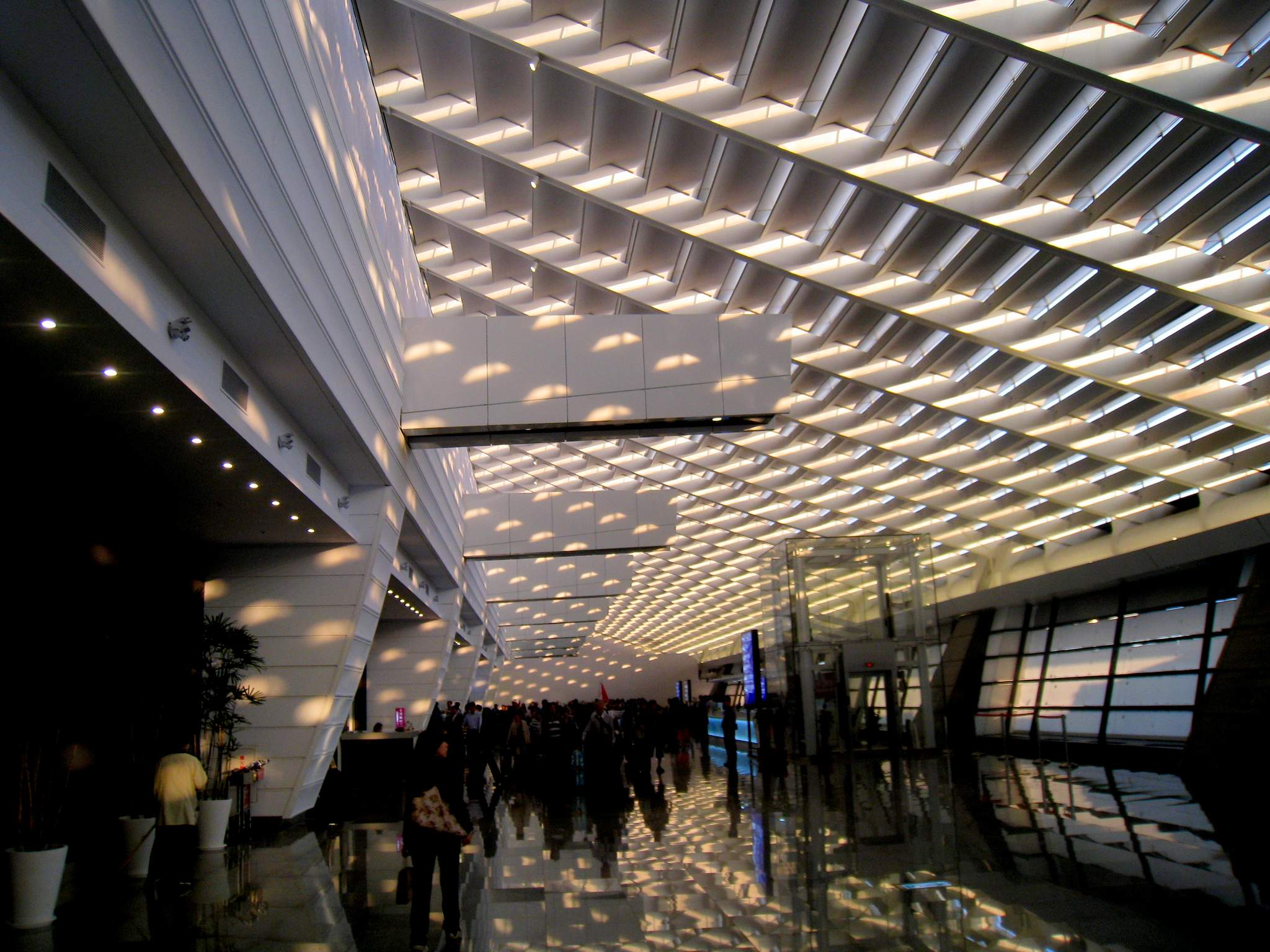
Taoyuan International Airport, Taiwan
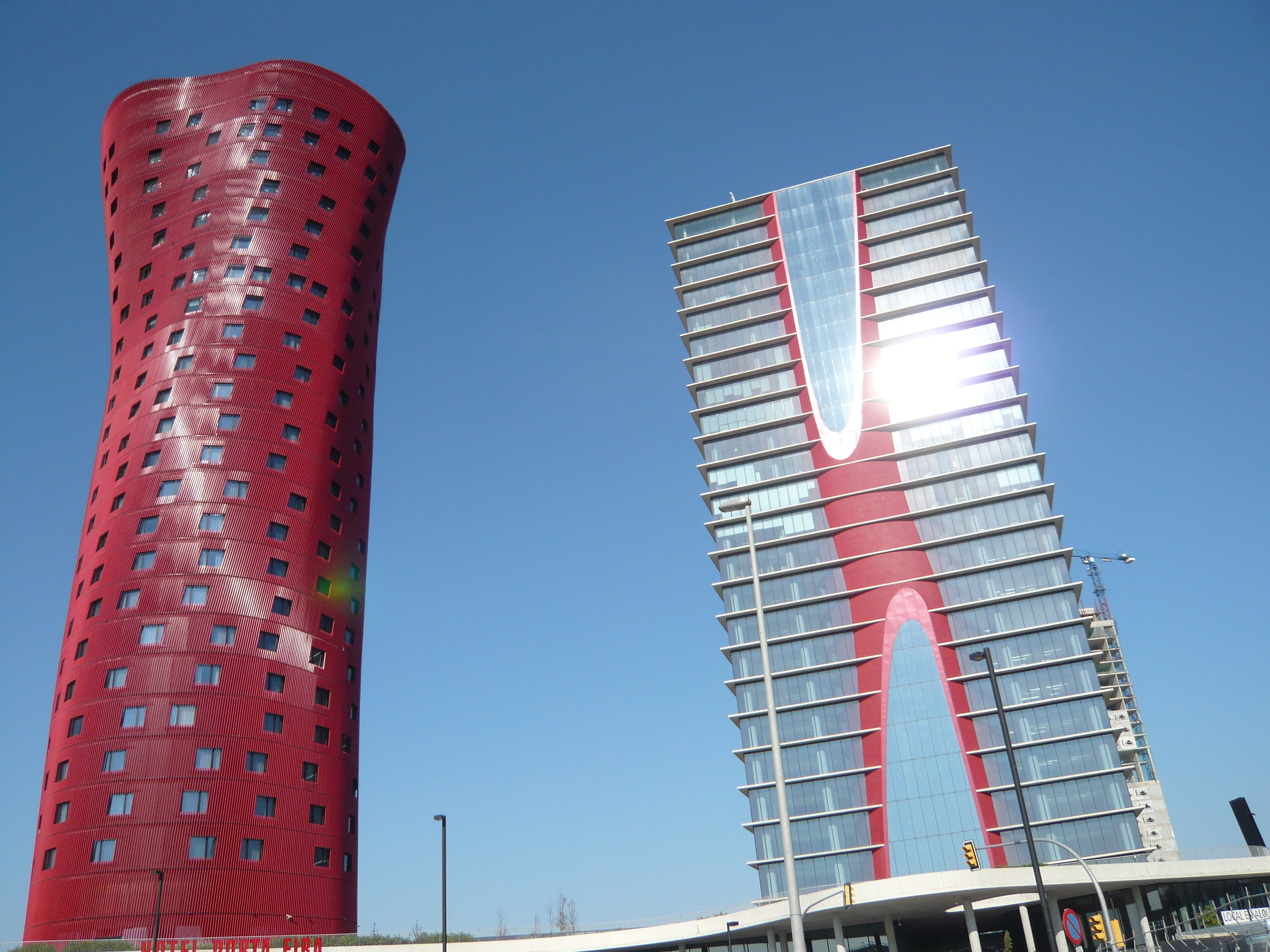
Torre Realia BCN och Hotel Porta Fira, Barcelona (2009)
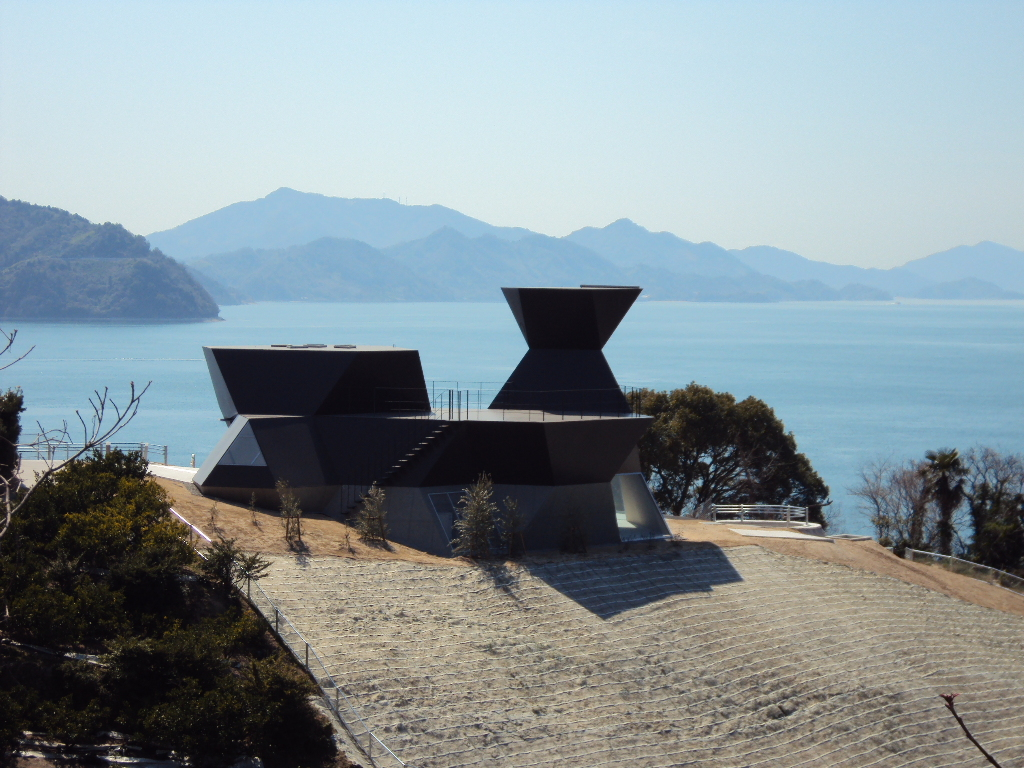
Toyo Itos arkitekturmuseum, Ehime (2011)

## Utmärkelser i urval
- Royal Institute of British Architects:s guldmedalj 2005
- Japanska arktitekturinstitutets pris, för Silver Hut (Silverkoja), 1986
- Praemium Imperiale 2010
- Pritzkerpriset 2013